# Droga wojewódzka nr 104
Droga wojewódzka nr 104 (DW104) – była droga wojewódzka w Polsce położona w północnej części województwa dolnośląskiego. Łączyła DW292 w Trzęsowie z DW330 w Leszkowicach. Droga przebiegała przez 2 powiaty: polkowicki i głogowski. Jej długość wynosi tylko 4,4 km.
Droga na całej długości pozbawiona została kategorii drogi wojewódzkiej na mocy uchwały Sejmiku Województwa Dolnośląskiego z 12 września 2019 roku.